# Ordoni III
Ordoni III (ca. 926 - Zamora, 956) fou rei de Lleó (951-956).

## Família
Fill de Ramir II de Lleó i la seva primera esposa Adossenda Gutiérrez. El 941 es casà amb Urraca de Castella, filla del comte Ferran González i Sança de Pamplona. D'aquest matrimoni nasqueren:
- l'infant Ordoni de Lleó, mort jove
- la infanta Teresa de Lleó, monja

es creu que d'una relació extramatrimonial:
- l'infant Beremund (v. 953-999), rei de Lleó

## Regnat
Es va enfrontar a navarresos i castellans, que donaven suport al seu germanastre Sanç en la seva disputa pel tron. Sanç tenia el suport del regne de Navarra i el comte de Castella Ferran González, encara que finalment va perdre la lluita pel poder el 953, cosa que originaria a més la submissió del comte castellà al rei lleonès. A més va suportar nombroses revoltes internes, va rebre els atacs d'Abd-ar-Rahman III, que el 950 va enviar les tropes cordoveses dirigides per Ahmad ben Said i amb el suport de cavalleria de Fes, i de Muhammad ibn Hashim al-Tugibí, que van ocupar Salamanca i el 951 van tornar a atacar, i una revolta a Galícia. En resposta als musulmans Ordoni III va enviar un bon exèrcit contra ells, que van aconseguir arribar fins a la ciutat de Lisboa el 955. A causa de la guerra amb Sanç de Lleó es va pactar la pau amb el califa Abd al-Rahman III.
Va portar a terme una exhaustiva reorganització dels seus territoris i va continuar amb el procés d'enfortiment de les institucions reials que va iniciar el seu pare, consolidant de la conquesta de la vall del Tormes amb la creació de l'efímer bisbat de Simancas.